# Felix Bloch
Felix Bloch (Zürich, 23. listopada 1905. – Zürich, 10. rujna 1983.), američki fizičar švicarskog podrijetla. Na Sveučilištu u Leipzigu doktorirao fiziku (1928.) i predavao do 1933. Emigrirao u SAD i djelovao na Sveučilištu Stanford (od 1934. do 1971.). Direktor CERN-a od 1954. do 1955. U Leipzigu kao teoretičar dao temeljne doprinose kvantnoj teoriji metala. Na Sveučilištu Stanford bavio se eksperimentalnim istraživanjima nuklearnog magnetizma: izmjerio magnetski moment neutrona (s L. W. Alvarezom), razvio metodu nuklearne indukcije korisne za određivanje sastava i strukture molekula. Podijelio s E. M. Purcellom Nobelovu nagradu za fiziku 1952.
Poslije drugoga svjetskog rata koncentirao se na istraživanja o nuklearnoj indukciji i nuklearnoj magnetskoj rezonanciji, čiji su temelji utkani u principe MRI.